# Station Truro
Truro is een spoorwegstation van National Rail in Truro, Carrick in Engeland. Het station is eigendom van Network Rail en wordt beheerd door Great Western Railway. Het station is geopend in 1859.